# Davao Occidental
Davao Occidental là tỉnh của Philippines, thuộc vùng Davao trên đảo Mindanao. Tỉnh lỵ đóng tại Malita. Phía đông của tỉnh giáp vịnh Davao. Về phía nam tỉnh này là đường biên giới trên biển với tỉnh Bắc Sulawesi của Indonesia. Davao Occidental là tỉnh thứ 81 của Philippines.

## Thành lập
Theo tinh thần Đạo luật Cộng hòa 10360 ban hành ngày 23 tháng 7 năm 2013, tỉnh mới nhất của Philippines sẽ được thiết lập trên cơ sở phần phía nam của tỉnh Davao del Sur. Luật được lưỡng viện Philippines thông qua lần lượt trong các ngày 28 tháng 11 và 5 tháng 12 năm 2012, và được Tổng thống Benigno Aquino III ký thông qua vào ngày 14 tháng 1 năm 2013. Một cuộc trưng cầu dân ý được thực hiện vào ngày 28 tháng 10 năm 2013 song song với các cuộc bầu cử barangay. Đa số phiếu của người dân là "Đồng ý".

## Hành chính
Tỉnh Davao Occidental gồm năm đô thị tự trị là:
- Don Marcelino
- Jose Abad Santos
- Malita (tỉnh lỵ)
- Santa Maria
- Sarangani